# Bolivar (Misuri)
Bolivar es una ciudad ubicada en el condado de Polk en el estado estadounidense de Misuri. En el Censo de 2010 tenía una población de 10325 habitantes y una densidad poblacional de 480,36 personas por km².

## Geografía
Bolivar se encuentra ubicada en las coordenadas 37°36′24″N 93°25′0″O / 37.60667, -93.41667. Según la Oficina del Censo de los Estados Unidos, Bolivar tiene una superficie total de 21.49 km², de la cual 21.44 km² corresponden a tierra firme y (0.24%) 0.05 km² es agua.

## Demografía
Según el censo de 2010, había 10325 personas residiendo en Bolívar. La densidad de población era de 480,36 hab./km². De los 10325 habitantes, Bolivar estaba compuesto por el 94.82% blancos, el 1.5% eran afroamericanos, el 0.52% eran amerindios, el 0.62% eran asiáticos, el 0.04% eran isleños del Pacífico, el 0.71% eran de otras razas y el 1.79% pertenecían a dos o más razas. Del total de la población el 2.51% eran hispanos o latinos de cualquier raza.